# Tetrapogon bidentatus
Tetrapogon bidentatus är en gräsart som beskrevs av Pilg.. Tetrapogon bidentatus ingår i släktet Tetrapogon och familjen gräs. Inga underarter finns listade i Catalogue of Life.